# Droga wojewódzka nr 258
Droga wojewódzka nr 258 (DW258) – droga wojewódzka o długości 15 km łącząca DK10 z Obrowa, do DK91 pod Toruniem. Droga w całości biegnie na terenie powiatu toruńskiego.
Trasa nie ma ciągłości – składa się z dwóch odcinków rozdzielonych korytem Wisły, bez jakiejkolwiek przeprawy przez rzekę.

## Miejscowości leżące przy trasie DW258
- Obrowo
- Osiek
- Silno
- rzeka Wisła